# Taoistické tai chi

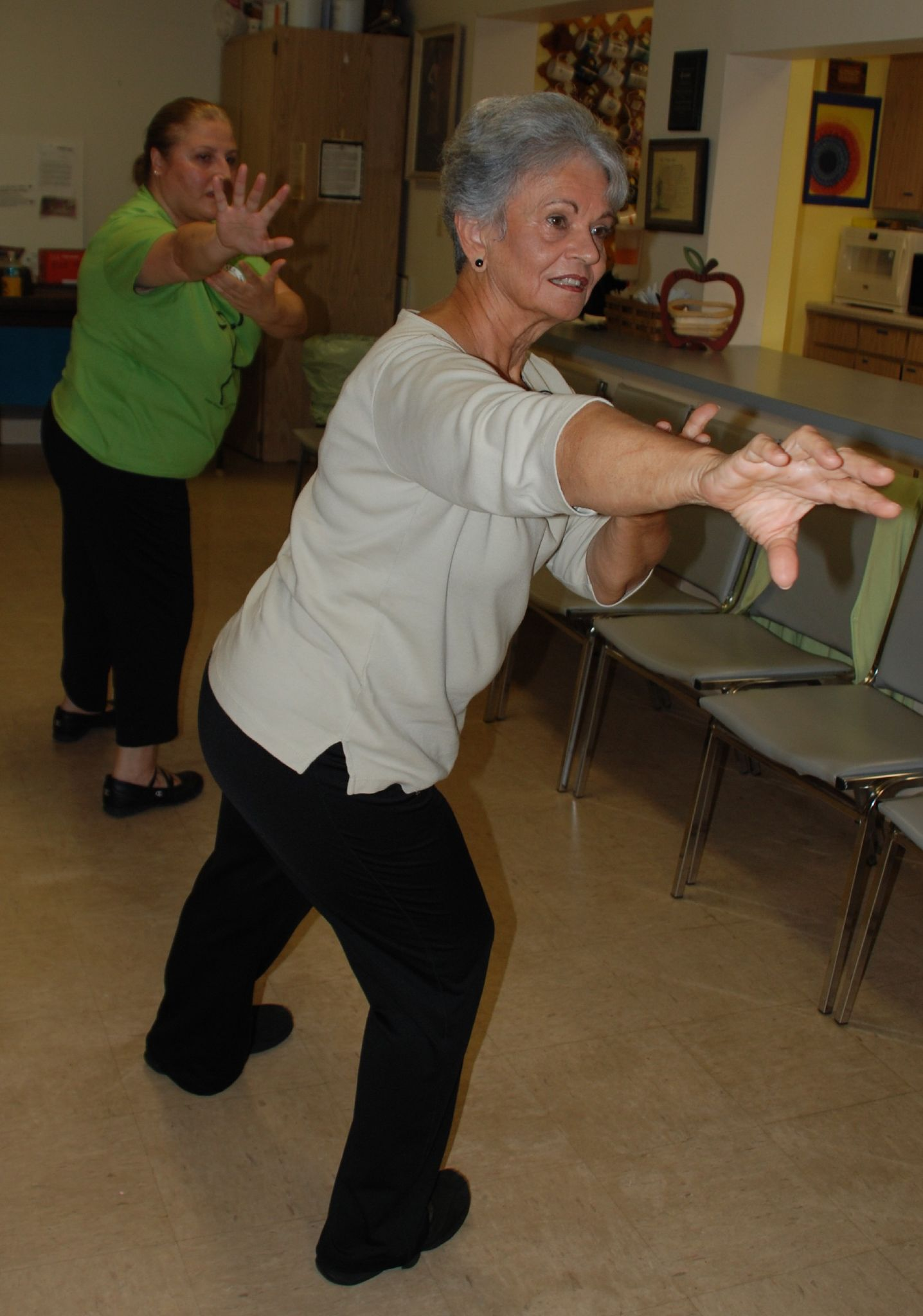
Tai chi v praxi

Taoistické tai chi je upravená forma Tai Chi Chuan zaměřená na kultivaci fyzického a duševního zdraví. Základem cvičení je sestava 108 plynulých, na sebe navazujících pohybů, které kombinují otáčivý pohyb s protažením a uvolněním. Autorem sestavy taoistického tai chi je mistr Moy_Lin-shin (1931-1998).
V současné době se taoistické tai chi cvičí ve více než 27 zemích světa včetně České republiky.

## Seznam pohybů
| 1. Zahájení tai chi 2. Chytání ptačího ocasu vlevo 3. Chytání ptačího ocasu 4. Jednoduchý bič 5. Zvednutí rukou 6. Bílý jeřáb rozpíná křídla 7. Oprášení kolene (levá pozice) 8. Brnkání na pchej-pchu 9. Oprášení kolene a stočený krok (levá pozice) 10. Oprášení kolene a stočený krok (pravá pozice) 11. Oprášení kolene (levá pozice) 12. Brnkání na pchej-pchu 13. Oprášení kolene a stočený krok 14. Seknutí pěstí 15. Vykročení, odsunutí, odražení, úder 16. Zdánlivé uzavření vchodu 17. Zkřížení rukou 18. Nést tygra k hoře 19. Jednoduchý bič napříč 20. Pěst pod loktem 21. Ustoupení a zahnání opice (pravá pozice) 22. Ustoupení a zahnání opice (levá pozice) 23. Ustoupení a zahnání opice (pravá pozice) 24. Šikmé létání 25. Zvednutí rukou 26. Bílý jeřáb rozpíná křídla 27. Oprášení kolene (levá pozice) 28. Tlačit jehlu k mořskému dnu 29. Vějíř procházející zády 30. Otočení a seknutí pěstí 31. Vykročení, odsunutí, odražení, úder 32. Vykročení a chytání ptačího ocasu 33. Jednoduchý bič 34. Ruce jako mraky 35. Jednoduchý bič 36. Natáhnout se a pohladit koně 37. Odloučení pravé nohy 38. Odloučení levé nohy 39. Otočení a kopnutí 40. Oprášení kolene a stočený krok (levá pozice) 41. Oprášení kolene a stočený krok (pravá pozice) 42. Vykročení a úder dolů 43. Otočení a seknutí pěstí 44. Vykročení, odsunutí, odražení, úder 45. Kopnutí pravou nohou 46. Uhození tygra (levá pozice) 47. Uhození tygra (pravá pozice) 48. Kopnutí pravou nohou 49. Úder pěstmi na uši 50. Kopnutí levou nohou 51. Otočení a kopnutí 52. Seknutí pěstí 53. Vykročení, odsunutí, odražení, úder 54. Zdánlivé uzavření vchodu | 55. Zkřížení rukou 56. Nést tygra k hoře 57. Jednoduchý bič vodorovně 58. Rozčesávání hřívy divokého koně (pravá pozice) 59. Rozčesávání hřívy divokého koně (levá pozice) 60. Rozčesávání hřívy divokého koně (pravá pozice) 61. Rozčesávání hřívy divokého koně (levá pozice) 62. Rozčesávání hřívy divokého koně (pravá pozice) 63. Chytání ptačího ocasu vlevo 64. Chytání ptačího ocasu 65. Jednoduchý bič 66. Dívka navléká člunky (levá pozice) 67. Dívka navléká člunky (pravá pozice) 68. Dívka navléká člunky (levá pozice) 69. Dívka navléká člunky (pravá pozice) 70. Chytání ptačího ocasu vlevo 71. Chytání ptačího ocasu 72. Jednoduchý bič 73. Ruce jako mraky 74. Jednoduchý bič 75. Plazit se dolů jako had 76. Zlatý kohout stojí na jedné noze (pravá pozice) 77. Zlatý kohout stojí na jedné noze (levá pozice) 78. Ustoupení a zahnání opice (pravá pozice) 79. Ustoupení a zahnání opice (levá a pravá pozice) 80. Šikmé létání 81. Zvednutí rukou 82. Bílý jeřáb rozpíná křídla 83. Oprášení kolene (levá pozice) 84. Tlačit jehlu k mořskému dnu 85. Vějíř procházející zády 86. Bílý had se otočí a vystřeluje jazyk 87. Vykročení, odsunutí, odražení, úder 88. Vykročení a chytání ptačího ocasu 89. Jednoduchý bič 90. Ruce jako mraky 91. Jednoduchý bič 92. Natáhnout se a pohladit koně 93. Zkřížení rukou a proniknutí 94. Otočení a kopnutí 95. Seknutí pěstí 96. Oprášení kolene a úder 97. Vykročení a chytání ptačího ocasu 98. Jednoduchý bič 99. Plazit se dolů jako had 100. Vykročení k sedmi hvězdám 101. Ústup a jízda na tygru 102. Otočit a dotknout se lotosu 103. Napnutí luku k zastřelení tygra 104. Seknutí pěstí 105. Vykročení, odsunutí, odražení, úder 106. Zdánlivé uzavření vchodu 107. Zkřížení rukou 108. Ukončení tai chi |